# Kasa (rachunkowość)
Kasa – w rachunkowości jednostek gospodarczych konto lub grupa kont księgowych ewidencjonujących stan gotówkowych środków finansowych krajowych i zagranicznych, wykazywanych w bilansie jednostki w pozycji Inwestycje krótkoterminowe.